# Diode-transistor logic

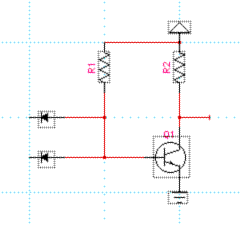
Schema semplificato di una porta NAND DTL a due ingressi. Nel circuito reale sono necessarie 2 R sulla base del transistore.

In elettronica, diode-transistor logic (DTL, lett. "logica diodo-transistor") è una famiglia logica di dispositivi logici che utilizzano per il loro funzionamento diodi, transistor e resistori. Questa famiglia di dispositivi è stata da tempo soppiantata dalla più veloce logica TTL (transistor-transistor logic). La rete a diodi in ingresso svolge la funzione logica diretta (AND o OR) mentre il transistor svolge la funzione di stadio pilota e produce l'inversione (NOT) dell'uscita prodotta dai diodi, ottenendo così circuiti NAND oppure NOR.

## Come funziona
In figura è raffigurata una porta DTL semplificata con funzione logica NAND applicata a due ingressi A e B. Si ipotizzi di usare il Modello a soglia per diodi e transistori BJT con {\displaystyle Vcc=5V}, {\displaystyle V_{\gamma }=0.75V} e {\displaystyle V_{CEsat}=0.2V}.
Se la tensione A è a livello basso (tipicamente pari a {\displaystyle V_{CEsat}} supponendo che il segnale venga generato da una porta DTL precedente) il diodo corrispondente è acceso e su di esso cade una tensione uguale alla tensione di soglia {\displaystyle V_{\gamma }}. Sul nodo collegato alla base di Q allora troviamo una tensione pari a {\displaystyle V_{CEsat}+V_{\gamma }=0.2+0.75=0.95V}. Dal modello a soglia sappiamo che per essere acceso il transistore Q deve vedere una tensione tra la sua base ed il suo emettitore pari a {\displaystyle V_{\gamma }=0.75V}. Il fatto che Q sia acceso implica che anche il diodo sulla sua base sia acceso. Questo però non è possibile perché se Il diodo fosse acceso allora sulla base del BJT cadrebbe {\displaystyle 0.95-0.75=0.2V} che è minore della tensione richiesta dalla condizione di accensione. Quindi Q è spento e l'uscita {\displaystyle Y} vale {\displaystyle Vcc=5V}.
Se ora gli ingressi A e B sono entrambi alti (pari a {\displaystyle 5V}) i due diodi in ingresso sono entrambi spenti. Allora il transistor Q è acceso poiché sulla sua base cadono {\displaystyle V_{\gamma }+V_{\gamma }=1.5V}.
È possibile dimostrare la saturazione di Q verificando la deviazione della corrente di collettore dalla relazione lineare con la corrente di base ovvero che {\displaystyle I_{Csat}<\beta _{f}I_{Bsat}}.
Quindi in questa condizione {\displaystyle Y=V_{CEsat}=0.2V}

## Applicazioni
Nel 1957 venne creato dalla Olivetti il primo computer al mondo ad utilizzare interamente questa tecnologia: l'Olivetti Elea 9003